# Adobe Persuasion
Adobe Persuasion (anteriormente Aldus Persuasion) é um programa de apresentações para a plataforma Macintosh, desenvolvido inicialmente pela extinta Aldus Corporation. Após a Adobe Systems ter adquirido a Aldus em 1994, foi lançada uma versão para Windows. Em 1997, este programa foi descontinuado.

## Histórico de versões
- Aldus Persuasion 1.0 - apenas para Mac OS
- Aldus Persuasion 2.0
- Aldus Persuasion 2.x
- Adobe Persuasion 3.0 - disponível em versão separada para Mac OS e Microsoft Windows, lançada em 1995. Era acompanhado pelo programa "Persuasion Player".
- Adobe Persuasion 4.0 - as versões para Mac OS e Windows são vendidas num só pacote, acompanhado pela licença a utilizador final, para cada plataforma. Inclui os programas Adobe Acrobat Distiller 3.0, Adobe Acrobat Reader 3.0, Persuasion Player, Adobe Type Manager, e uma colecção de clip-arts, vídeos, sons, e 20 fontes. Tinha também um programa utilitário para converter ficheiros do Microsoft PowerPoint, já que esse programa era um dos principais concorrentes do Persuasion, sendo importante a compatibilidade com o da Microsoft.